# Alan Gordon (calciatore 1981)
Alan Gordon (Long Beach, 16 ottobre 1981) è un ex calciatore statunitense, di ruolo attaccante.

## Carriera
Trasferitosi da adolescente a Gilbert in Arizona, inizia la sua carriera universitaria giocando per lo Yavapai College, con cui in due anni segna 39 gol; iscrittosi alla Oregon State University nei due anni successivi segna 26 goal.
Dopo il diploma, Gordon è scelto al draft MLS 2004 al 53º posto dai Los Angeles Galaxy. Sceglie come numero di maglia il 16, numero che nel 2006 cambierà con il 21. Viene subito ceduto in prestito ai Portland Timbers in A-League. L'11 marzo 2011 viene ceduto al Toronto FC. Il 14 luglio 2011 si trasferisce al San Jose Earthquakes

## Palmarès

### Club
- Campionato MLS: 1

Los Angeles Galaxy: 2005
- Canadian Championship: 1

Toronto FC: 2011
- MLS Supporters' Shield: 1

San Jose Earthquakes: 2012

### Nazionale
- Gold Cup: 1

2013